# Розер Суње Паскует
Розер Суње Паскует (шп. Roser Suñé Pascuet; рођена 26. августа 1960) је андорски политичар која од 3. маја 2019. обавља дужност генералног саветника Генералног савета, председника парламента Андоре. Она је прва жена на овој функцији. 
Рођена је у старом делу престонице Андоре ла Веље 26. августа 1960., а 1980. је студирала образовање и каталонску филологију на Универзитету у Барселони, где је дипломирала 1983. 
Била је амбасадор у Шведској између 1999. и 2005., у Норвешкој и Исланду од 2000. до 2005. Дана 13. маја 2011. године именована је за министарку образовања и културе до 7. априла 2015. године, када је наследио Ерик Ховер. 